# Kabinett Reagan
Ronald Reagan war von 1981 bis 1989 Präsident der Vereinigten Staaten, also zwei volle Amtsperioden. In dieser Zeit gab es in seinem Kabinett zahlreiche personelle Veränderungen. Als einziger Minister blieb Bauminister Samuel Pierce die kompletten acht Jahre in seinem Amt.
Reagan berief auch Politiker, die bereits in früheren Kabinetten Minister gewesen waren: George Shultz, Arbeits- und Finanzminister im Kabinett Nixon, wurde Außenminister; Caspar Weinberger, Gesundheitsminister unter Nixon und Ford, wurde Verteidigungsminister.

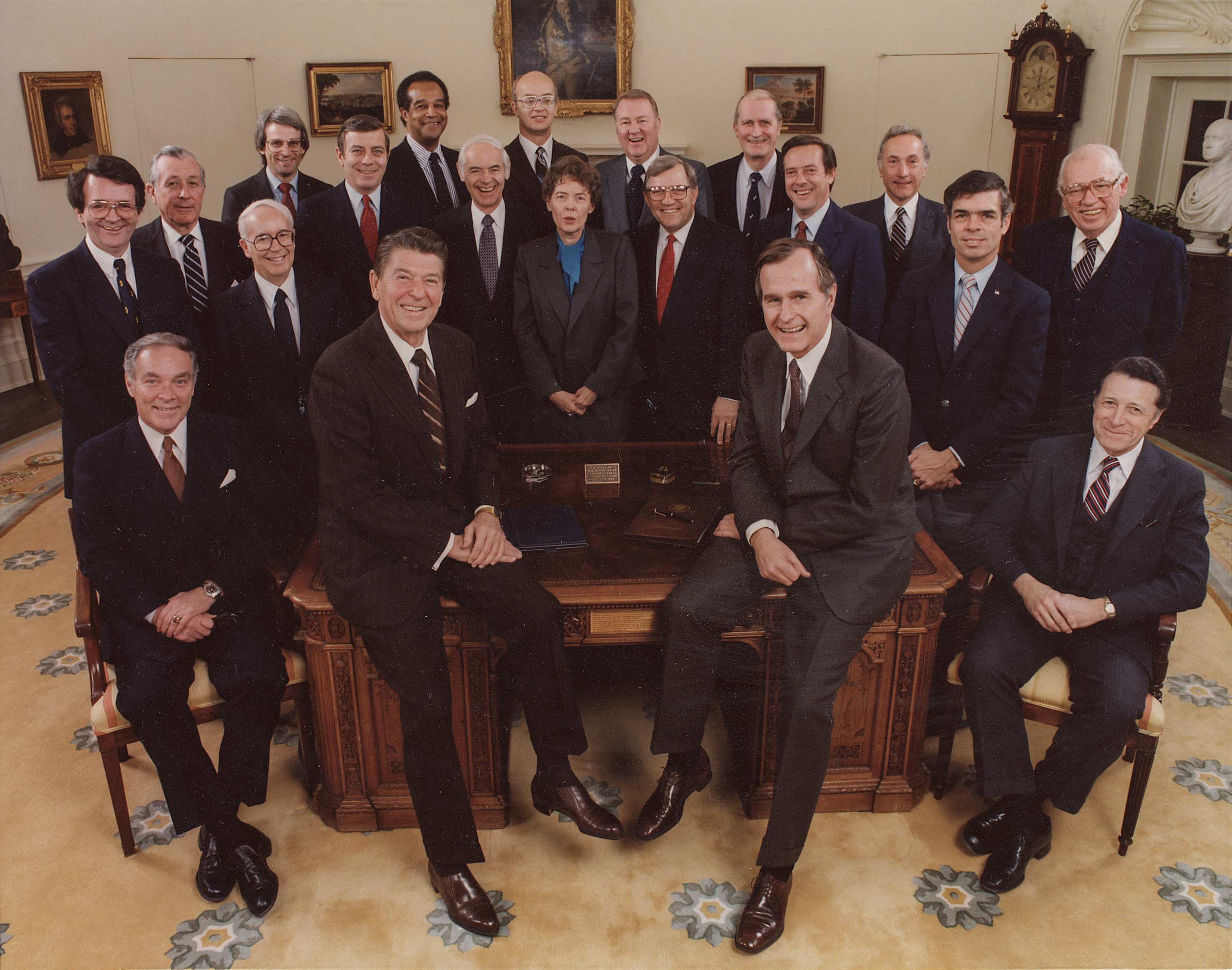
Das Kabinett im Jahr 1981

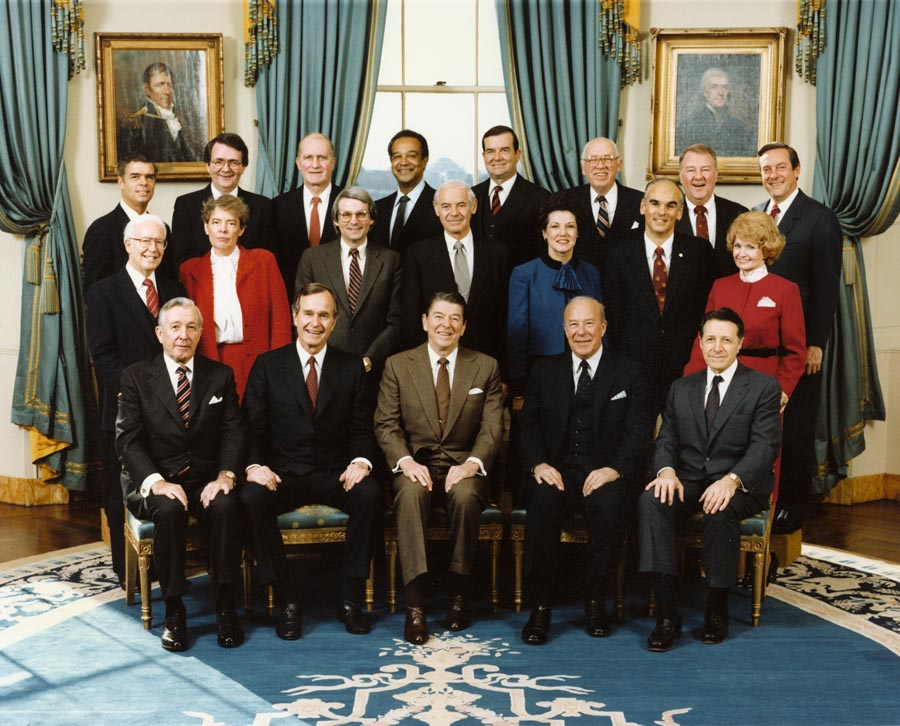
Das Kabinett im Jahr 1984

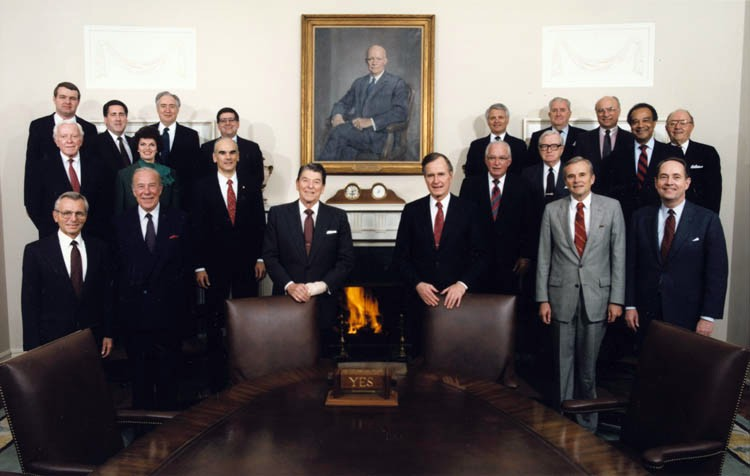
Das Kabinett im Jahr 1989

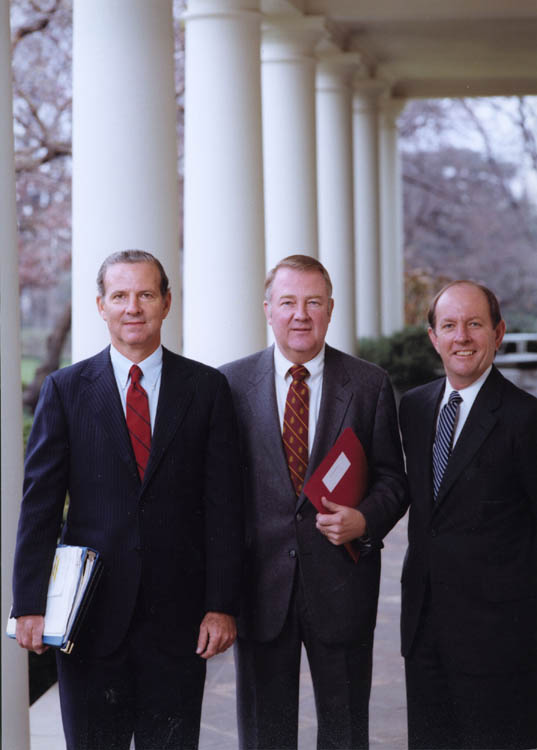
Finanzminister James Baker (links) und Justizminister Edwin Meese (Mitte) mit dem stellvertretenden Stabschef Michael Deaver

## Mehrheit im Kongress
| Präsident                         | Präsident         | Kongress | Haus   | Haus    | Senat | Senat  | Gesamt | Gesamt             |
| --------------------------------- | ----------------- | -------- | ------ | ------- | ----- | ------ | ------ | ------------------ |
|                                   | Ronald Reagan (R) | 97.      |        | 192/435 |       | 53/100 |        | Divided government |
| 98.                               | Ronald Reagan (R) | 166/435  | 55/100 |         |       |        |        | Divided government |
| 99.                               | Ronald Reagan (R) | 181/435  | 53/100 |         |       |        |        | Divided government |
| 100.                              | Ronald Reagan (R) | 177/435  |        | 45/100  |       |        |        | Divided government |
| Quelle: Repräsentantenhaus, Senat |                   |          |        |         |       |        |        |                    |

## Das Kabinett
| Ressort / Amt                                   | Amtsinhaber                | Partei | Partei                | Zeitraum  | Bild |
| ----------------------------------------------- | -------------------------- | ------ | --------------------- | --------- | ---- |
| Präsident der Vereinigten Staaten               | Ronald Wilson Reagan       |        | Republikaner (R)      | 1981–1989 |      |
| Vizepräsident der Vereinigten Staaten           | George Herbert Walker Bush |        | R                     | 1981–1989 |      |
| Ministerämter                                   |                            |        |                       |           |      |
| Außenminister der Vereinigten Staaten           | Alexander Meigs Haig       |        | R                     | 1981–1982 |      |
| Außenminister der Vereinigten Staaten           | George Pratt Shultz        |        | R                     | 1982–1989 |      |
| Finanzminister der Vereinigten Staaten          | Donald Regan               |        | R                     | 1981–1985 |      |
| Finanzminister der Vereinigten Staaten          | James Addison Baker        |        | R                     | 1985–1988 |      |
| Finanzminister der Vereinigten Staaten          | Nicholas Frederick Brady   |        | R                     | 1988–1989 |      |
| Verteidigungsminister der Vereinigten Staaten   | Caspar Willard Weinberger  |        | R                     | 1981–1987 |      |
| Verteidigungsminister der Vereinigten Staaten   | Frank Charles Carlucci     |        | R                     | 1987–1989 |      |
| Justizminister der Vereinigten Staaten          | William French Smith       |        | R                     | 1981–1985 |      |
| Justizminister der Vereinigten Staaten          | Edwin Meese                |        | R                     | 1985–1988 |      |
| Justizminister der Vereinigten Staaten          | Richard Lewis Thornburgh   |        | R                     | 1988–1989 |      |
| Innenminister der Vereinigten Staaten           | James Gaius Watt           |        | R                     | 1981–1983 |      |
| Innenminister der Vereinigten Staaten           | William Patrick Clark      |        | R                     | 1983–1985 |      |
| Innenminister der Vereinigten Staaten           | Donald Paul Hodel          |        | R                     | 1985–1989 |      |
| Landwirtschaftsminister der Vereinigten Staaten | John Rusling Block         |        | R                     | 1981–1986 |      |
| Landwirtschaftsminister der Vereinigten Staaten | Richard Edmund Lyng        |        | R                     | 1986–1989 |      |
| Handelsminister der Vereinigten Staaten         | Howard Malcolm Baldrige    |        | R                     | 1981–1987 |      |
| Handelsminister der Vereinigten Staaten         | Calvin William Verity      |        | R                     | 1987–1989 |      |
| Arbeitsminister der Vereinigten Staaten         | Raymond James Donovan      |        | R                     | 1981–1985 |      |
| Arbeitsminister der Vereinigten Staaten         | William Emerson Brock      |        | R                     | 1985–1987 |      |
| Arbeitsminister der Vereinigten Staaten         | Ann Dore McLaughlin        |        | R                     | 1987–1989 |      |
| Gesundheitsminister der Vereinigten Staaten     | Richard Shultz Schweiker   |        | R                     | 1981–1983 |      |
| Gesundheitsminister der Vereinigten Staaten     | Margaret Mary Heckler      |        | R                     | 1983–1985 |      |
| Gesundheitsminister der Vereinigten Staaten     | Otis Ray Bowen             |        | R                     | 1985–1989 |      |
| Bildungsminister der Vereinigten Staaten        | Terrel Howard Bell         |        | R                     | 1981–1984 |      |
| Bildungsminister der Vereinigten Staaten        | William John Bennett       |        | R vorher Demokrat (D) | 1985–1988 |      |
| Bildungsminister der Vereinigten Staaten        | Lauro Fred Cavazos         |        | D                     | 1988–1989 |      |
| Bauminister der Vereinigten Staaten             | Samuel Riley Pierce        |        | R                     | 1981–1989 |      |
| Verkehrsminister der Vereinigten Staaten        | Andrew Lindsay Lewis       |        | R                     | 1981–1983 |      |
| Verkehrsminister der Vereinigten Staaten        | Elizabeth Hanford Dole     |        | R                     | 1983–1987 |      |
| Verkehrsminister der Vereinigten Staaten        | James Horace Burnley       |        | R                     | 1987–1989 |      |
| Energieminister der Vereinigten Staaten         | James Burrows Edwards      |        | R                     | 1981–1982 |      |
| Energieminister der Vereinigten Staaten         | Donald Paul Hodel          |        | R                     | 1982–1985 |      |
| Energieminister der Vereinigten Staaten         | John Stewart Herrington    |        | R                     | 1985–1989 |      |
| Andere Mitglieder im Kabinettsrang              |                            |        |                       |           |      |
| Stabschef des Weißen Hauses                     | James Addison Baker        |        | R                     | 1981–1985 |      |
| Stabschef des Weißen Hauses                     | Donald Regan               |        | R                     | 1985–1987 |      |
| Stabschef des Weißen Hauses                     | Howard Henry Baker         |        | R                     | 1987–1988 |      |
| Stabschef des Weißen Hauses                     | Kenneth M. Duberstein      |        | R                     | 1988–1989 |      |
| Leiter der Environmental Protection Agency      | Anne McGill Gorsuch        |        | R                     | 1981–1983 |      |
| Leiter der Environmental Protection Agency      | William Doyle Ruckelshaus  |        | R                     | 1983–1985 |      |
| Leiter der Environmental Protection Agency      | Lee Muller Thomas          |        | R                     | 1985–1989 |      |
| Direktor des Office of Management and Budget    | David Alan Stockman        |        | R                     | 1981–1985 |      |
| Direktor des Office of Management and Budget    | James C. Miller            |        | R                     | 1985–1988 |      |
| Direktor des Office of Management and Budget    | Joseph Robert Wright       |        | R                     | 1988–1989 |      |